# Phylidorea costalis
Phylidorea costalis là một loài ruồi trong họ Limoniidae. Chúng phân bố ở miền Cổ bắc.